# Sojuz MS-03
Sojuz MS-03 byla ruská kosmická loď řady Sojuz. Dne 17. listopadu 2016 odstartovala z kosmodromu Bajkonur k Mezinárodní vesmírné stanici (ISS), kam dopravila tři členy Expedice 50. Poté sloužila u ISS jako záchranná loď až do 2. června 2017, kdy se s ní Novickij a Pesquet vrátil na Zem, zatímco Whitsonová přistála až v Sojuzu MS-04.

## Posádka
Hlavní posádka:
- Oleg Novickij (2), velitel, Roskosmos (CPK)
- Thomas Pesquet (1), palubní inženýr 1, ESA
- pouze start:  Peggy Whitsonová (3), palubní inženýr 2, NASA

V závorkách je uveden dosavadní počet letů do vesmíru včetně této mise.
Záložní posádka:
- Fjodor Jurčichin, Roskosmos, CPK
- Jack Fischer, NASA
- Paolo Nespoli, ESA